# Ґадзінський Володимир Антонович
Володи́мир Анто́нович Ґадзі́нський (псевдоніми — Йосиф Гріх, Оскар Редінг, Триліський, Стефан Трипільський; 21 серпня 1888 , Краків, Королівство Галичини та Володимирії, Цислейтанія, Австро-Угорщина  — 11 серпня 1932 , Одеса, Одеська область, Українська СРР, СРСР ) — український поет, прозаїк, критик, публіцист, літературознавець, журналіст, перекладач.

Один із зачинателів «наукової» поезії в Україні. Член «Гарту», ВУСППу.

## Життєпис
Народився 21 серпня 1888 року в Кракові (на той час — Австро-Угорщина) в єврейській родині. Коли майбутньому письменнику виповнилося п'ять років, сім'я переїхала до м. Станіславова (нині — Івано-Франківськ) у Східній Галичині. Там Ґадзінський закінчив реальну польську школу (1906) і вступив до Львівської вищої політехнічної школи (1907–1909).
Упродовж 1909–1910 років перебував на військовій службі, далі навчався на фізико-математичному факультеті Віденського університету (1910–1913). До початку Першої світової війни працював учителем у гімназії.
Від серпня 1914 року — доброволець УСС, в їх Легіоні воював на Тернопільщині в 1915–1916 роках, потрапив у російський полон. У липні-вересні 1920 року в Тарнополі, працював у «Всегалвидав». У 1920 році перебрався на Наддніпрянську Україну. Належав до літературних організацій Спілки пролетарських письменників «Гарт», «Село і місто», ВУСПП.
1918 року вступив до КП(б)У, брав активну участь у партійному й громадському житті. Редагував журнал «Пролетарська освіта» (1920). Від 1921 року — у Москві, один із засновників літгрупи «Село і місто», автор збірки поем «З дороги» (1922).
1923 року виступав проти формального методу в літературознавстві. Від 1925 року— викладач одеських вищих навчальних закладів, редактор журналу «Блиски» (1928—1929).
Автор поем «УСРР», «Айнштайн», «Земля» (всі — 1925), «Заклик Червоного Ренесансу» (1926), «Розум» (1929), поетичних збірок «З дороги» (1922), «Не-абстракти» (1927), фантастичної повісті «Кінець» (1927), збірки статей і рецензій «Фраґменти стихії» (1927). У рукописі залишився роман-трилогія «Звільнення України», а підготовлені до друку «Нотатки з історії української літератури» безслідно зникли.
Один із лідерів «Гарту», голова одеської філії Держвидавництва України.
Як публіцист виявив себе під час літературної дискусії 1925—1928 (низка статей в журналах, кн. «На безкровнім фронті»). Автор поем «Айнштайн», «Земля» (обидві — 1925), «Заклик Червоного Ренесансу» (1926), «Розум» (1929), фантастичної повісті «Кінець» (1927) та інших праць, позначених експресіонізмом. Експериментував із вживанням у високій поезії нових, промислових слів та значень: «бунтоносний чавун», «пегас на тракторі».
Пішов із життя 11 серпня 1932 року в Одесі від хвороби серця (за іншими відомостями — від сухот). Існують припущення, що покінчив життя самогубством, оскільки розчарувався в комуністичних ідеалах.

## Доробок

### Збірки
- 1922 — З дороги
- 1925 — Айнштайн; Земля
- 1926 — На безкровному фронті
- 1927 — Не-абстракти
- 1927 — Фрагменти стихії [Архівовано 25 вересня 2020 у Wayback Machine.]

### Повісті
- 1927 — Кінець

### Оповідання
- 1921 — Він і вона

### Поеми
- 1924 — Донбас
- 1925 — УССР
- 192 — Айнштайн
- 1925 — Земля
- 1926 — Заклик Червоного Ренесансу
- 1929 — Розум
- 1930 — Світло-Перекоп
- 19… — Кривавий Млин